# .224 Boz

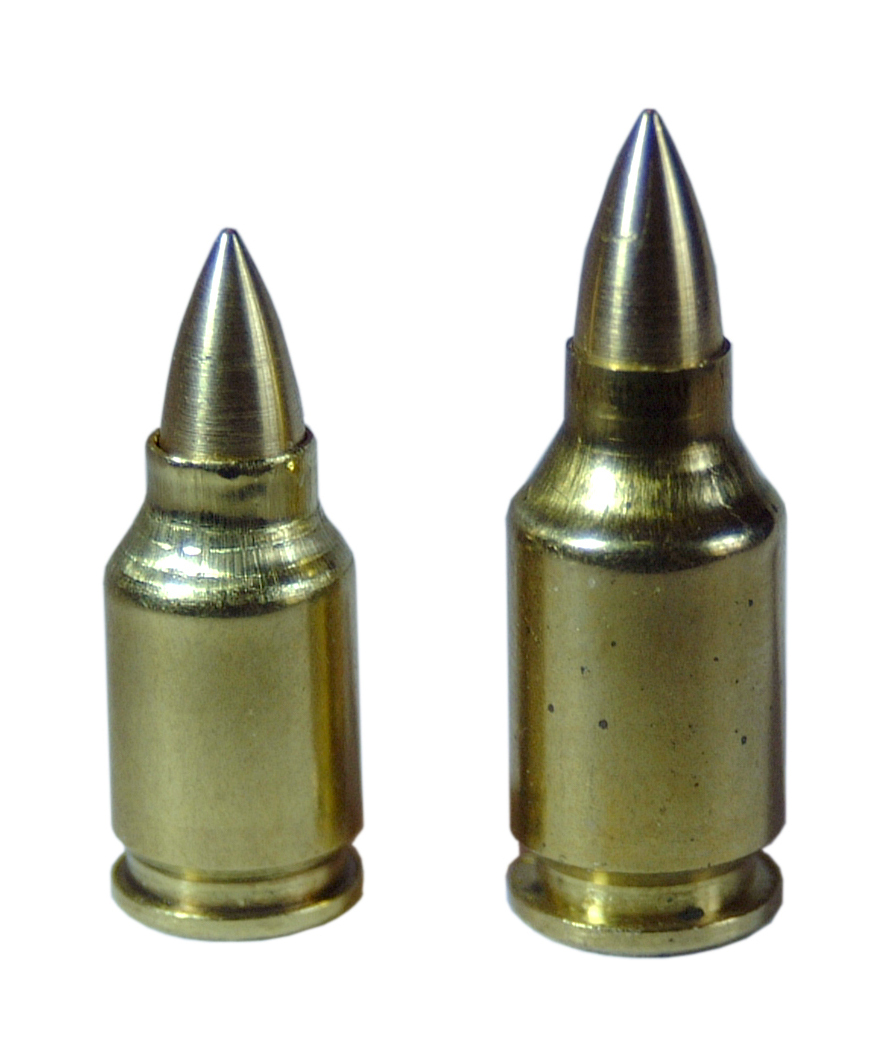
Um .224 BOZ 9mm (esquerda) comparado com o cartucho original de 10mm.

O cartucho .224 Boz foi desenvolvido no final da década de 1990 com o objetivo de perfurar a armadura corporal.
O .224 Boz teve como base o cartucho 10mm Auto com "pescoço" de redução para o calibre .223. Os testes originais foram bem-sucedidos, com este cartucho disparando um projétil de 50 gr cronografado a mais de 2.500 pés/s (760 m/s).